# Jíkev
Jíkev – gmina w Czechach, w powiecie Nymburk, w kraju środkowoczeskim. Według danych z dnia 1 stycznia 2013 liczyła 323 mieszkańców.
W miejscowości jest przystanek kolejowy Jíkev.